# Cum gravissima
Cum gravissima est une exhortation apostolique du pape Jean XXIII sous la forme d'un motu proprio. Il est publié le 15 avril 1962 dans les Actes du Siège apostolique (AAS).
Il précise que tous les cardinaux – quelle que soit l'ordre cardinalice auquel ils appartiennent - doivent avoir reçu la consécration épiscopale. Depuis 1917, ils devraient au moins avoir reçu l'ordination sacerdotale. Avant 1917, les laïcs pouvaient être créés cardinaux.

## Général
Cum gravissima est l'un des treize motu proprio écrits par Jean XXIII. Il est signé le 15 avril 1962,.
Le titre Cum gravissima vient de la première phrase de la lettre, commençant par « Cum gravissima sint munera Sacro Cardinalium Collegio concredita », que l'on peut traduire par : « Puisque les tâches confiées au Collège des cardinaux sont de la plus haute importance »
Le canon 232 du Code de droit canonique de 1917 réservait déjà le cardinalat aux prêtres. En 1858, Théodulf Mertel, fut le dernier laïc à devenir cardinal.
En prévision de la publication du motu proprio Cum gravissima, les douze cardinaux qui n'avaient pas encore été sacrés évêques l'ont été le 5 avril 1962.

## Contexte
En 1962, le Concile Vatican II - qui s'ouvrira le 11 octobre 1962 - se prépare. Pour de nombreuses réunions, la hiérarchie protocolaire, est importante. Or, il existe à cette époque des tensions entre pouvoir d’ordre et pouvoir de juridiction. Michel André et Pierre Condis résument ainsi le débat d'alors : « Les cardinaux, prêtres ou diacres, sont en réalité par l'ordre au-dessous des évêques ; ce qui a fait dire à quelques-uns que les prérogatives des cardinaux détruisent la hiérarchie. »
Le Motu proprio Cum gravissima est lié à l'exhortation apostolique Suburbicariis sedibus, publié par le pape Jean XXIII quelques jours plus tôt (le 11 avril 1962).